# Pareutropius
Pareutropius (Пареутропіус) — рід риб родини Schilbeidae ряду сомоподібні. Має 4 види. Наукова назва походить від грецьких слів par, тобто «поруч», eu — «гарно», «добре», tropis — «кіль».

## Опис
Загальна довжина представників цього роду коливається від 6 до 8 см. Голова маленька, коротка. Очі відносно великі. Є 3 пари коротеньких вусів. Рот невеличкий. Тулуб широкий, стиснутий з боків. Бічна лінія чітко простежується, суцільна. Спинний плавець короткий та невисокий, з 1 жорстким променем. Жировий плавець крихітний. Грудні плавці витягнуті, короткі, з 1 жорстким і зазубреним променем. Черевні плавці маленькі. Анальний плавець низький, доволі довгий. Хвостовий плавець розділено майже повністю.
Забарвлення металеве, сріблясте, блакитне. Бічна лінія має контрастний і темний колір. Голова і спина зазвичай темно-коричневі. Усі плавці, окрім хвостового, безбарвні.

## Спосіб життя
Це демерсальні риби. Воліють до прісної води. Зустрічаються в невеликих притоках зі швидкою течією. Утворює значні косяки. Активні вдень. Живляться зоопланктоном.
Під час нересту самиця відкладає 100—200 ікринок.
Усі види відловлюються для акваріумів.

## Розповсюдження
Мешкають у басейнах річок Конго і Нігер.

## Тримання в акваріумі
Потрібно не дуже високий, витягнутий в довжину акваріум від 120—150 літрів. На дно насипають великий річковий пісок темного кольору. Зверху укладають камені неправильної форми різного розміру. Рослини не потрібні, але можна їх посадити уздовж задньої стінки акваріума.
Це неагресивні риби. Тримають групою від 5 особин. У деяких джерелах вказується, що поодинокі особини довго не живуть. Це неправда. Ці соми можуть жити й поодинці, лише акліматизація буде проходити значно довше. Сусідами можуть стати сомики роду хілогланіс, кнерії та цихліди родів телеограмма і стетокранус. Годують дрібним живим харчем. Риби хапають його в товщі води, але можуть підібрати й з дна. Без проблем переходять на замінник живого — фарш з морепродуктів. Споживають також сухі пластівці. З технічних засобів знадобиться потужний внутрішній фільтр для створення швидкої течії, компресор. Температура тримання повинна становити 23—27 °C.

## Види
- Pareutropius buffei
- Pareutropius debauwi
- Pareutropius longifilis
- Pareutropius mandevillei